# 罗伯特·塞奇威克
罗伯特·塞奇威克（英語：Robert Sedgewick，1946年12月20日—）是普林斯顿大学的一名计算机科学教授，同时也是Adobe公司的董事。
塞奇威克于1975年在高德纳的指导下获得斯坦福大学的博士学位。他的博士论文是关于快速排序的。1975年至1985年期间，他担任布朗大学的教员。
塞奇威克是普林斯顿大学计算机科学系的建立者，并于1985年当选为主席，到现在他仍然是普林斯顿大学教授计算机科学的教授。他曾经在施乐帕罗奥多研究中心、美国国防分析研究所和法国国家信息与自动化研究所担任访问学者。
1997年，罗伯特·塞奇威克当选为美国计算机学会会士以表彰他在数学算法分析领域的杰出工作和前沿探索。
罗伯特·塞奇威克同时还是Addison-Wesley出版的《算法》系列图书的作者或合作者。该系列图书的第一版出版于1983年，使用Pascal语言作为范例，后来的版本包括了 C语言、C++语言、Modula-3语言以及Java语言的版本。

## 著作
- Sedgewick, Robert.  1st. Addison-Wesley. 1983. ISBN 0-201-06672-6.
- Flajolet, Philippe; Sedgewick, Robert. . Addison-Wesley. 1995. ISBN 978-0-201-40009-0.
- Flajolet, Philippe; Sedgewick, Robert. . Cambridge University Press. 2009  [2012-05-30]. ISBN 978-0-521-89806-5. （原始内容存档于2021-04-12）.

## 引用
1. ↑  .   [2012-05-30]. （原始内容存档于2021-03-14）.
2. ↑  Robert Sedgewick在數學譜系計畫的資料。
3. ↑  .   [2010-07-07]. （原始内容存档于2010-08-01）.
4. ↑  .   [2012-05-30]. （原始内容存档于2011-06-05）.
5. ↑  .   [2012-05-30]. （原始内容存档于2007-12-14）.